# كيري فيرا
كيري فيرا (بالإنجليزية: Kerry Vera)‏ هي ملاكمة تايلندية أمريكية، ولدت في 1975م.

## وصلات خارجية
- كيري فيرا على موقع يو إف سي (الإنجليزية)
- كيري فيرا على موقع بيلاتور (الإنجليزية)
- كيري فيرا على موقع شيردوغ (الإنجليزية)
- كيري فيرا على موقع IMDb (الإنجليزية)
- كيري فيرا على موقع قاعدة بيانات الفيلم (الإنجليزية)